# Hōko Kuwashima
Hōko Kuwashima (桑島 法子?, Kuwashima Hōko; Kanegasaki, 12 dicembre 1975) è una doppiatrice e cantante giapponese, ovvero una seiyū.
Lei è in grado di riprodurre una grande varietà di voci, sia maschili (per quanto riguarda i bambini) e femminili (sia bambine che adulti). Kuwashima è attualmente affiliata con Aoni Production. Il suo nome, Hōko (法子?), è talvolta frainteso come Noriko dentro e fuori dal Giappone. Questo accade perché 法子 si può anche leggere proprio "Noriko", come accade, ad esempio, nel nome della famosa attrice giapponese Noriko Sakai.

## Doppiaggio

### Anime
- Harriet Bartholomew in Argento Soma
- Kagura in Azumanga daiō
- Kyōju in Beyblade, Beyblade G-Revolution, Beyblade V-Force
- Shenhua in Black Lagoon
- Daisy-023 in Halo: Legends
- Cirucci Thunderwitch, 2ª voce di Soi Fon in Bleach
- Yuko "Isako" Amasawa in Dennou Coil
- Rosé Thomas in Fullmetal Alchemist
- Itsuki Myōdōin/Cure Sunshine in HeartCatch Pretty Cure!
- Uka-sama in Inari, Konkon, Koi Iroha.
- Sango in InuYasha
- Claire in Claymore
- Maron Kusakabe/Kaito Jeanne in Kamikaze Kaito Jeanne
- Fuyuki Hinata (2^ voce) in Keroro
- Yurika Misumaru in Mobile Battleship Nadesico
- Flay Allster, Natarle Badgiruel, Via Hibiki in Mobile Suit Gundam SEED
- Stella Loussier, giovane Rey Za Burrel in Mobile Suit Gundam SEED Destiny
- Victoria Cindry, Klabautermann, Margarita e Going Merry in One Piece
- Green Esmeraude in Pretty Guardian Sailor Moon Crystal
- Filia Ul Copt in Slayers Try
- Medusa in Soul Eater
- Megumi Minami in Tantei gakuen Q
- Sheila in Tweeny Witches
- Tsubaki in Uragiri wa Boku no Namae wo Shitteiru
- Misaki Shimizu in Victory Kickoff!!
- Kolulu in Zatch Bell!

### Videogiochi
- Ran Morimura in Harukanaru toki no naka de
- Taira no Chitose in Harukanaru toki no naka de 2
- Saku Kajiwara in Harukanaru toki no naka de 3
- Mei Ling in Metal Gear Solid, Super Smash Bros. Brawl e  Metal Gear Solid 4: Guns of the Patriots
- Seong Mi-na in Soulcalibur, Soulcalibur II e Soulcalibur III
- Kasumi in Dead or Alive (da Dead or Alive 3 in poi), Warriors Orochi 3, Ninja Gaiden 3, Warriors All-Stars, Azur Lane, Shinobi Master Senran Kagura: New Link e The King of Fighters: All Star
- Sango in Inuyasha: A Feudal Fairy Tale
- Presea Combatir in Tales of Symphonia, Tales of Symphonia: Dawn of the New World, Tales of the Rays e Tales of Crestoria
- Sera in Shin Megami Tensei: Digital Devil Saga e Shin Megami Tensei: Digital Devil Saga 2
- Seraph in Shin Megami Tensei: Digital Devil Saga 2
- Falsa Regina Amila/Serina in Magna Carta: Tears of Blood
- Nadia in Lupin the 3rd: The Legacy of Columbus's Inheritance
- Para-Medic in Metal Gear Solid 3: Snake Eater e Portable Ops
- Mavelle Froesson in Star Ocean: First Departure
- Ries Argent in The Legend of Heroes: Trails in the Sky the 3rd, The Legend of Heroes: Trails to Azure e The Legend of Heroes: Akatsuki no Kiseki
- Shanoa in Castlevania: Order of Ecclesia, Castlevania Judgment, Castlevania: Harmony of Despair e Castlevania: Grimoire of Souls
- Seto in Fragile Dreams: Farewell Ruins of the Moon
- Sanae Tsukahara in Toshinden (videogioco 2009)
- Pandora in God of War III
- Fuyuki Hinata in Keroro RPG: Kishi to Musha to Densetsu no Kaizoku
- Ayame in Dead or Alive: Dimensions
- Eartha Herschel in The Legend of Nayuta: Boundless Trails
- Alpha-152 in Dead or Alive 5 e Dead or Alive 5 Ultimate
- Phase 4 in Dead or Alive 5 Ultimate e Dead or Alive 6
- Yuria in Fist of the North Star: Ken's Rage e Fist of the North Star: Ken's Rage 2
- Shiva in Fist of the North Star: Ken's Rage 2
- Lucy Steel in JoJo's Bizarre Adventure: All Star Battle, JoJo's Bizarre Adventure: Eyes of Heaven e JoJo's Bizarre Adventure: All Star Battle R
- Seshil Pound/Eldylabor in Money Puzzle Exchanger
- Erel Plowse in Evil Zone
- Jellyfish e Petra in Granblue Fantasy
- Going Merry in One Piece: Pirate Warriors 3 e One Piece: Pirate Warriors 4
- Elma in Xenoblade Chronicles X e Xenoblade Chronicles 2
- Celes Chere in World of Final Fantasy, Dissidia Final Fantasy: Opera Omnia e War of the Visions: Final Fantasy Brave Exvius
- Tailtiu e Ullr in Fire Emblem Heroes
- Androide N° 21 in Dragon Ball FighterZ, Dragon Ball Xenoverse 2, Dragon Ball Legends e Dragon Ball Z: Kakarot
- Primrose Azelhart in Octopath Traveler
- Yoshitsune in Dragalia Lost
- Serenica in Dragon Quest XI S: Echi di un'era perduta - Edizione Definitiva e Dragon Quest Rivals
- Lilith in Granblue Fantasy: Relink
- Mariyah in Visions of Mana

### Film
- Sango in Inuyasha - The Movie, Inuyasha - The Movie 2, Inuyasha - The Movie 3, Inuyasha - The Movie 4
- Merl in Chō gekijōban Keroro Gunsō 2: Shinkai no princess de arimasu!
- Fuyuki Hinata in Chō gekijō-ban Keroro Gunsō Tanjō! Kyūkyoku Keroro Kiseki no Jikūjima de Arimasu!!
- Reiko Akiba in Detective Conan: La musica della paura
- Itsuki Myōdōin/Cure Sunshine in HeartCatch Pretty Cure! - Un lupo mannaro a Parigi, Eiga Pretty Cure All Stars DX 3 - Mirai ni todoke! Sekai wo tsunagu Niji-iro no hana, Eiga Pretty Cure All Stars New Stage - Mirai no tomodachi, Eiga HUGtto! Pretty Cure Futari wa Pretty Cure - All Stars Memories
- Satomi Niiyama in Liz to aoi tori
- Thousand Sunny in One Piece Film: Red

## Ruoli di doppiaggio
- Sue Ellen Armstrong in Arthur
- Wilhelmina "Will" Vandom in W.I.T.C.H.
- Lily in Thomas and the Magic Railroad